# Чандирабад
Чандирабад (узб. Chandirobod / Чандиробод) — посёлок городского типа, расположенный на территории Каракульского района Бухарской области Республики Узбекистан.

Статус посёлка городского типа с 2009 года.